# ミツバハマゴウ

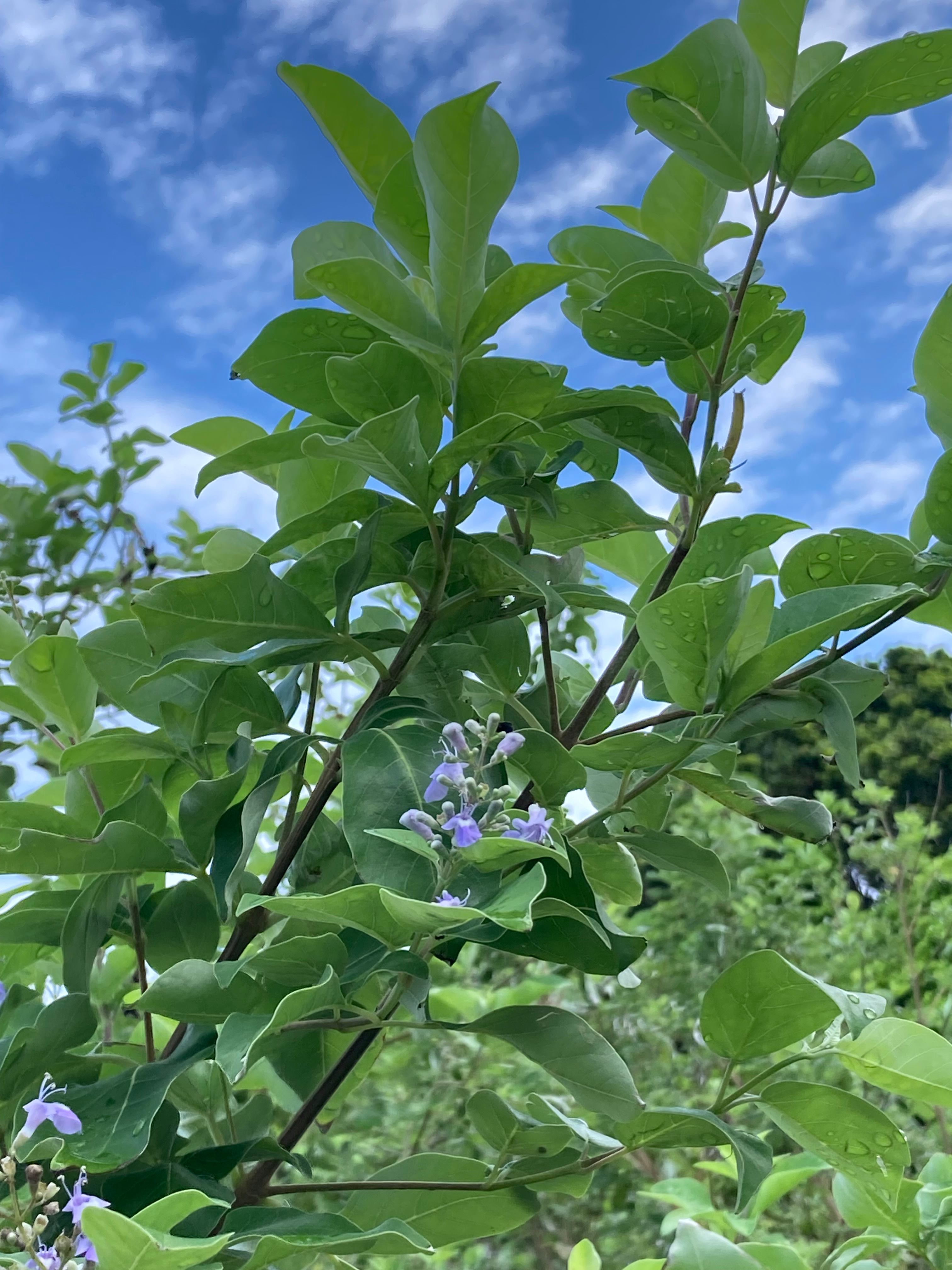
枝と花

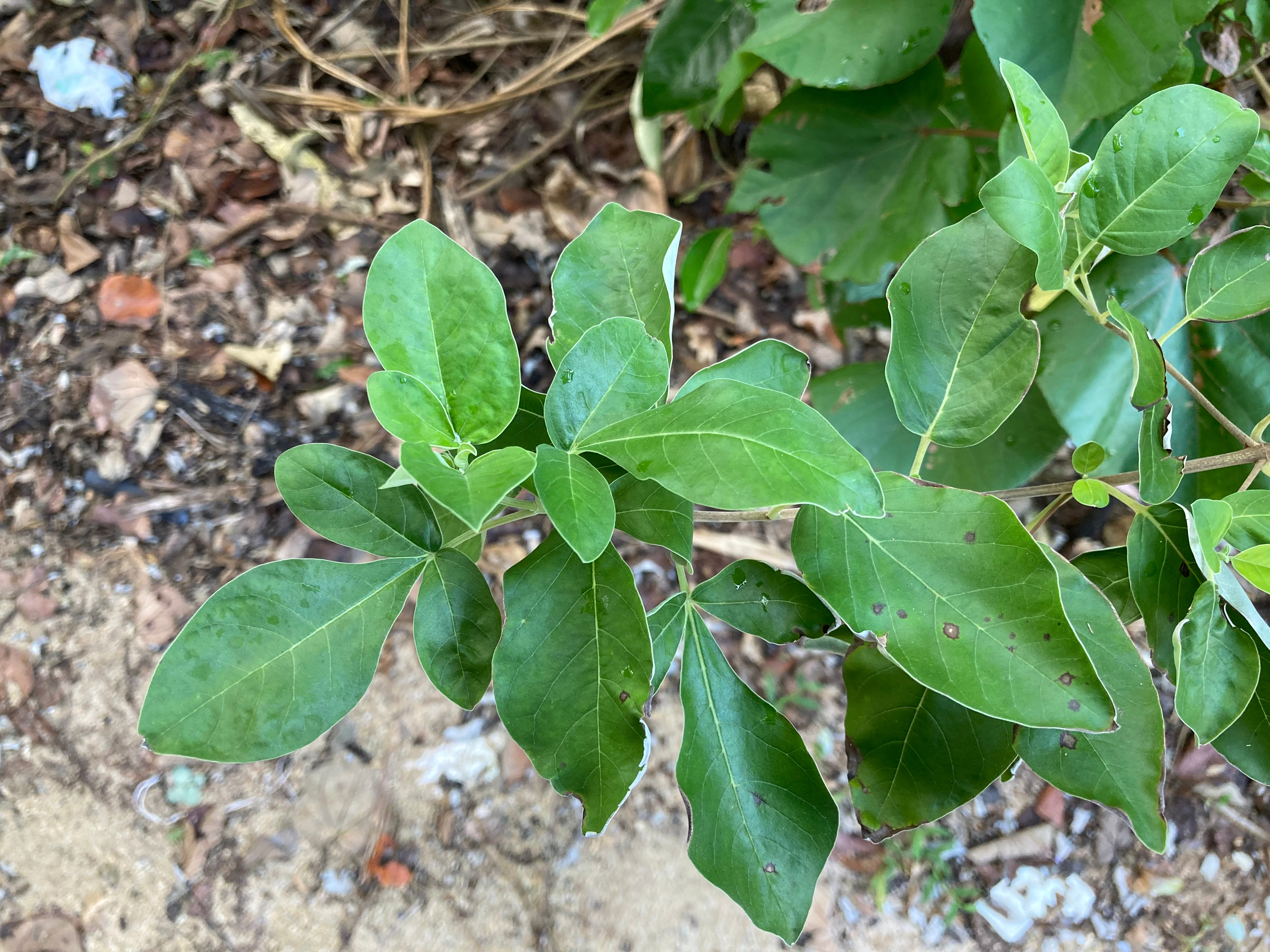
３出複葉

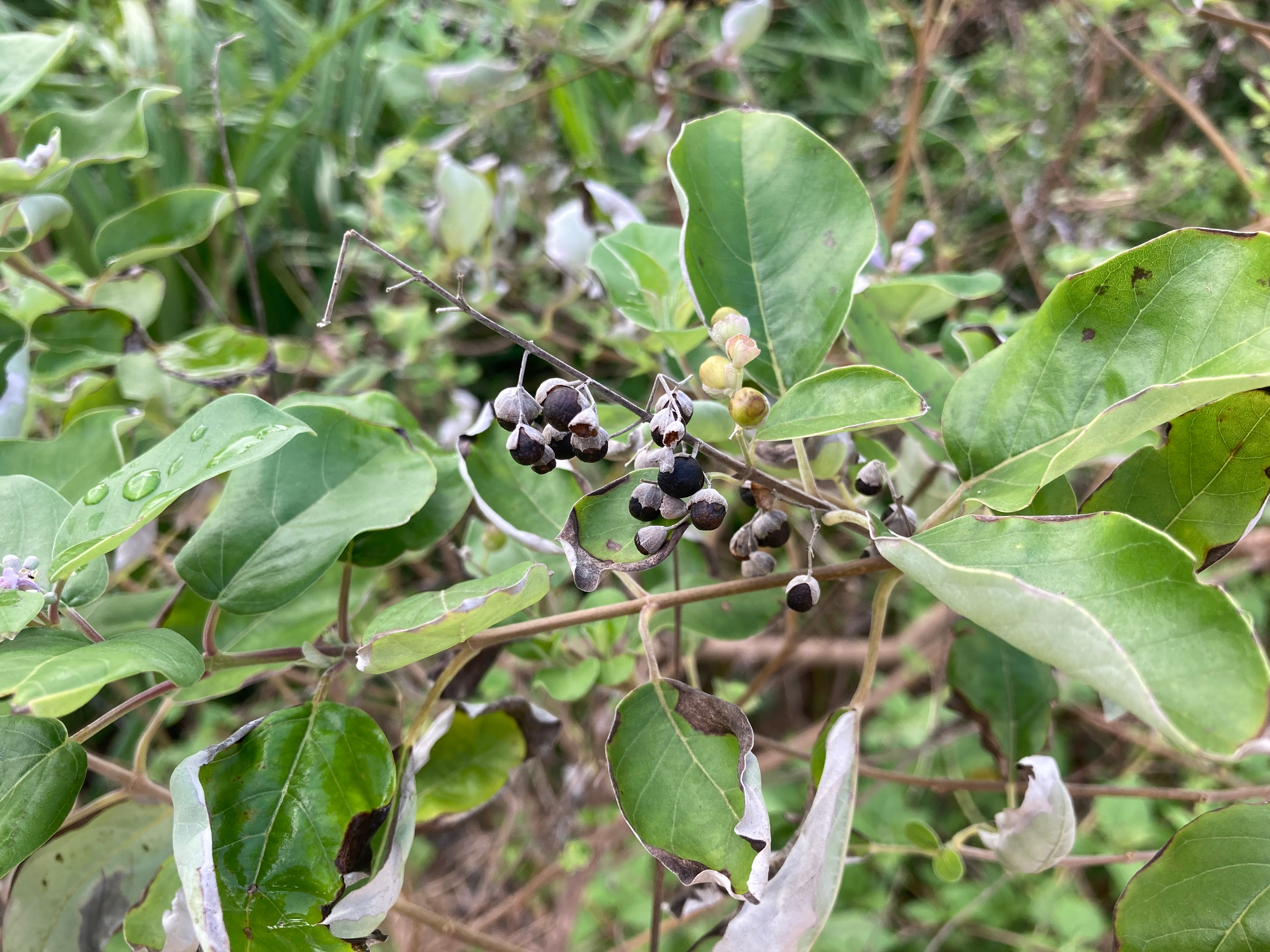
果実

ミツバハマゴウ（三葉浜荊・三葉浜栲、別名タチハマゴウ、学名：Vitex trifolia）はシソ科ハマゴウ属の落葉低木。鹿児島県準絶滅危惧種。本種を含むハマゴウ属は、過去のクロンキスト体系ではクマツヅラ科に分類されていた。

## 特徴
高さ1–5 m。別名の通りハマゴウとは異なり幹が立ち上がり匍匐せず、葉は通常3出複葉だが単葉も多く、対生する。葉柄は1–2 cmでハマゴウより長い。小葉は全縁で頂小葉長3–8 cm。小葉の基部は細くなり、小葉柄はほとんど無い。葉に臭気がある。花序は頂生または腋生し、花は淡紫色、やや唇型で春〜秋に開花。実は径5–7 mmの球形で、木質状で褐色。

## 分布と生育環境
鹿児島県トカラ列島（世界北限）の平島・宝島〜沖縄県先島諸島にやや稀にみられる。旧世界の熱帯に広く分布。ハマゴウが海岸に生育するのに対して、本種はやや陸側寄りに多い。海岸近くの低木林の林縁やマングローブ域の陸側、川べりなど、やや湿ったところにに生育。

## 利用
庭木や公園樹に用いられる。防潮・防風垣に適する。ハマゴウと同様に、昆虫が葉の臭気を嫌うので害虫駆除に用いられた。種子、挿し木で繁殖可能。

## 近縁種
ハマゴウの他に、石垣島と西表島にはヤエヤマハマゴウ V. bicolorが稀に生育する。ヤエヤマハマゴウは葉数がさらに多く、小葉3–5枚の掌状複葉と小葉柄が明瞭である点で本種と判別可能。